# مهر صالح (فتح أباد)
مهر صالح (بالفارسية: مهرصالح) هي قرية تقع في إيران في Fathabad Rural District. يقدر عدد سكانها بـ 107 نسمة بحسب إحصاء 2016.